# Цанковски правопис
Цанковски правопис е името, давано на третата официална правописна система на новобългарския език, станала факт с публикуването на „Упътване за правопис на българския книжовен език“ през 1923 г. Цанковският правопис е практически наследник на Иванчевския правопис, с намален броя случаи на употреба на буквата ѣ .

## Основни положения
В сравнение със съвременния правопис на българския книжовен език, Цанковският правопис се отличава в следните точки:
- писане на звука [ъ] с двете бувки ъ и ѫ (голяма носовка), като разграничението се прави на етимологическа основа.
- писане на променливо я във всички думи, образувани от съответните корени, с буквата ѣ (ят).
- употреба на краесловни ерове.
- писане на някои думи по етимологичен принцип, сърдце (срв. сърдечен), праздникъ, нужденъ (срв. нужда) и т.н.

## Критика
Цанковският правопис е бил обект на критика от страна на много изтъкнати български езиковеди и специалисти, сред които Стефан Младенов и др.